# 75th Ranger Regiment
Il 75º Reggimento Rangers (75th Ranger Regiment) è un corpo d'élite di fanteria leggera del Comando Operazioni Speciali dell'Esercito Statunitense – United States Army Special Operations Command – (USASOC); ha il suo quartier generale a Fort Benning, Georgia.
Il Reggimento è composto da un comando, un battaglione di supporto per truppe speciali e altri tre battaglioni operativi organizzativamente identici, la cui competenza rende in grado i soldati di sostenere le operazioni più difficili. Le operazioni per cui sono chiamati sono varie e a volte in ambiti completamente differenti l'uno dall'altro. Sono addestrati per compiere irruzioni dirette, razzie, infiltrazioni ed esfiltrazioni per via aerea, marittima o terrestre; sequestro di cose e persone in campo terrestre, il recupero di personale di importanza rilevante e di attrezzature speciali e il supporto alle forze di uso generale (GPF). La peculiarità dei Rangers è il fatto che tutti i battaglioni, dal momento della chiamata, sono in grado di essere trasportati da un punto all'altro del mondo verso la loro destinazione in meno di 18 ore.
Il motto del reggimento è "Rangers Lead the Way" ("I Rangers fanno strada"), ed è consuetudine degli appartenenti al reparto salutarsi reciprocamente in tal modo, anche per iscritto, nelle comunicazioni formali.
La storia dei Ranger dell'esercito statunitense è ricca di vittorie e brillanti operazioni ma il reparto ha subito anche alcuni insuccessi, tra cui la disastrosa battaglia di Cisterna, durante la seconda guerra mondiale, nel corso della quale due battaglioni di Ranger furono circondati e completamente distrutti dalle truppe tedesche della Wehrmacht.

## Storia

### Origini
La storia del Reggimento è antecedente alle guerre rivoluzionarie. Il capitano Benjamin Church formò i "Church Rangers" intorno al 1672, durante le battaglie contro le native tribù americane. Poco tempo dopo, durante la Guerra franco-indiana e le guerre di insurrezione, il maggiore Robert Rogers utilizzò lo stesso schema di Church per addestrare i Ranger stessi: per lo stesso motivo i suoi uomini vennero conosciuti anche come Rogers' Ranger. Nel 1775 il congresso continentale formò poi otto compagnie di esperti fucilieri per combattere nell'omonima guerra di rivoluzione. Dopo che nel 1777 le truppe passarono sotto il comando di Dan Marion, il reggimento prese ufficialmente nome di "Corpo dei Rangers". Vennero anche soprannominati "The Marion's Partisans" (i partigiani di Marion).
Durante la guerra del 1812, compagnie di United States Rangers vennero inviate per sostituire parte dei normali reggimenti statunitensi. Durante la stessa guerra, i Rangers erano inviati a pattugliare, a cavallo e in barca, la frontiera tra l'Ohio e l'Illinois. Durante la guerra civile americana, il più famoso Ranger conosciuto tutt'oggi per i suoi meriti durante le azioni militari, fu John Singleton Mosby; le incursioni con la sua squadra durante le azioni militari della stessa campagna furono così efficaci che parte del centro-nord della Virginia divenne presto soprannominata the Mosby Confederacy.

### Seconda guerra mondiale

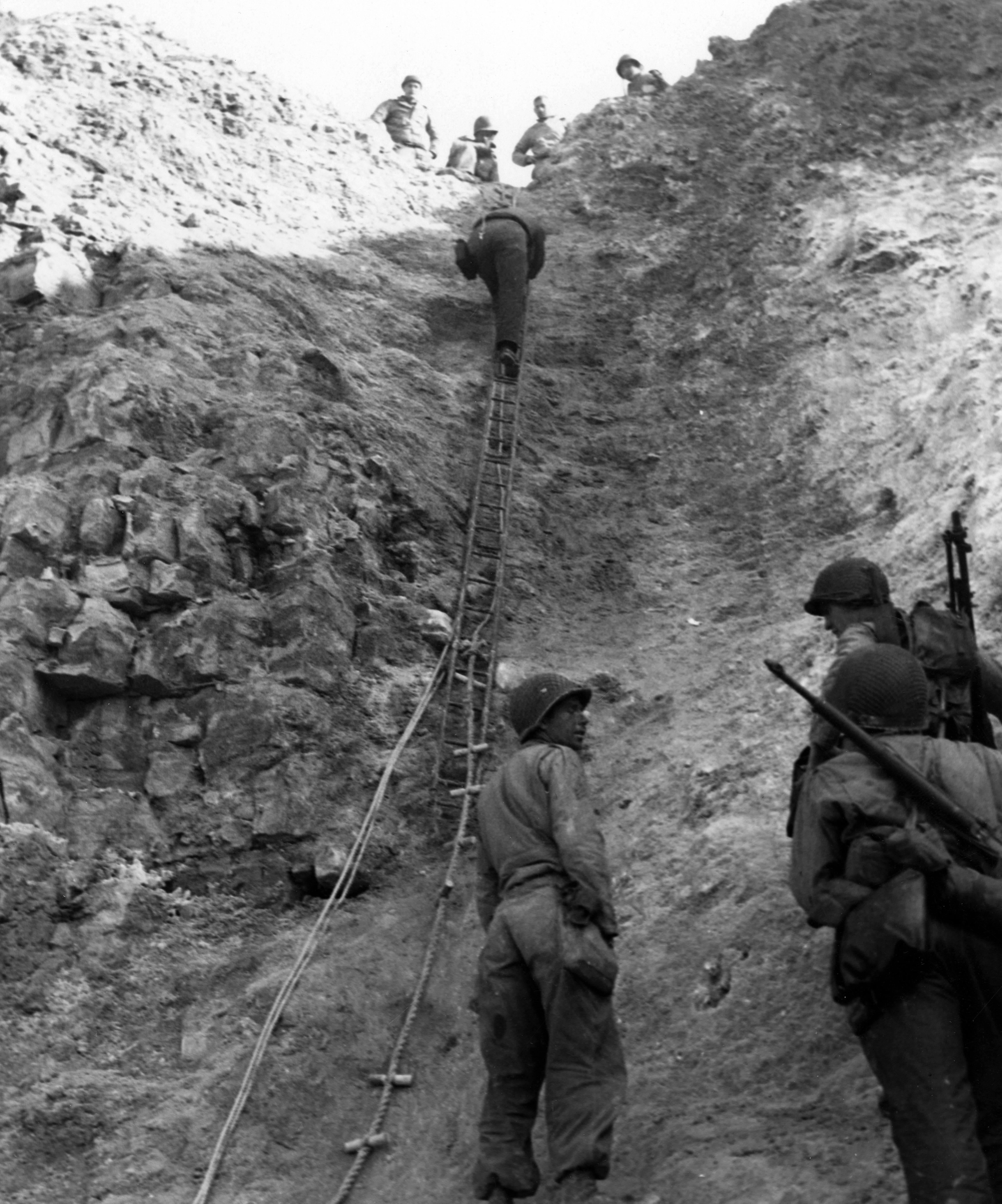
Rangers del 2º Battaglione dimostrano il tipo di scala utilizzata per scalare Point-du-Hoc.

La stringa dei Ranger, introdotta per la prima volta durante la seconda guerra mondiale.

L'8 dicembre 1941 l'America entrò ufficialmente in guerra dopo aver ricevuto l'attacco da parte del Giappone alle sue basi militari situate a Pearl Harbor, nelle isole Hawaii. Allo stesso tempo, il Maggiore William Orlando Darby, il fondatore dei moderni Rangers, venne assegnato di stanza a Belfast, nell'Irlanda del Nord. Darby venne assegnato sotto il comando del generale Russell, che gli affidò il progetto di costituire una nuova unità militare che avrebbe poi combattuto durante la stessa guerra utilizzando i sistemi e le tattiche dei commando inglesi presso i quali sarebbero stati preparati ed addestrati i componenti della nuova unità. Il generale George C.Marshall, quindi, selezionò 50 uomini volontari appartenenti alla 34th Infantry Division e li affidò allo stesso Darby affermando che era l'uomo giusto per questo lavoro e l'8 giugno 1942 Darby venne messo al comando del 1º Battaglione Ranger (all'epoca esisteva solo il primo battaglione) alle dipendenze del generale Hartle.
Con il successo del 1º Battaglione durante la campagna di Tunisia, il colonnello Darby decise di affiancare al primo Battaglione anche altri battaglioni Rangers. Il problema da superare per effettuare tale ampliamento era che tutti gli uomini all'interno del 1º Battaglione Rangers fossero dei volontari e che lo dovessero essere anche nei battaglioni ranger di nuova formazione. Darby sosteneva che gli uomini adatti per il suo lavoro non dovessero essere necessariamente solo i volontari, quindi decise di reclutare altri soldati attorno ad Orano. Nonostante le parole di Darby, però, il governo non accettò per la sua causa il reclutamento forzato, perciò Darby cercò di rimediare: iniziò ad affiggere manifesti e ad incoraggiare i suoi ufficiali (scout) a cercare dei candidati idonei ed a convincerli di arruolarsi. Nel giugno del 1943 il 3º e 4º Battaglione furono ufficialmente attivati e affiancati al 1º Battaglione. Dopo la ristrutturazione delle forze Rangers, il 1 Battaglione rimase sotto il comando del colonnello Darby, il 3º Battaglione fu affidato al maggiore Herman Dammer e il 4º al maggiore Roy Murray.
Il 2º e il 5º Battaglione Ranger vennero addestrati a Camp Forrest, in Tennessee il 1º aprile 1943. La prima azione militare che li vede partecipi è l'Operazione Overlord. Durante lo Sbarco in Normandia, le compagnie D, E ed F del 2º Battaglione vennero inviate a conquistare speciali avamposti tedeschi a Point-du-Hoc. Il 6º Battaglione Ranger fu stazionato nel Pacifico, compiendo azioni militari nelle Filippine ed in Nuova Guinea; tutte le operazioni compiute dal 6º Battaglione furono generalmente dietro le linee nemiche. Inoltre furono i primi a colpire le Filippine, ben tre giorni prima dell'inizio dell'invasione. Il 6º Battaglione era un'unità di ricognizione a lungo raggio e da combattimento, che operò anche sulla linea del fronte.

### Guerra di Corea
L'inizio della guerra di Corea nel giugno del 1950 ha suscitato nuovamente un rinnovato interesse ed il desiderio per il ritorno dei Ranger all'interno dell'esercito. Durante la guerra vennero quindi formate oltre diciassette compagnie Ranger dal "Ranger Training Program" presso Fort Benning. Le compagnie furono anche interamente addestrate per i lanci con paracadute, quindi si qualificarono anche come unità aviotrasportate.
Durante la durata della guerra, le truppe sono state attive in operazioni di combattimento dalla fine del 1950 all'inizio del 1951. Le varie compagnie, durante le operazioni, furono spesso unite tra loro e si specializzarono in pattugliamento, raids, imboscate, assalti e contrattacchi operativi per recuperare postazioni perdute e come moltiplicatori di forze.

### Guerra del Vietnam

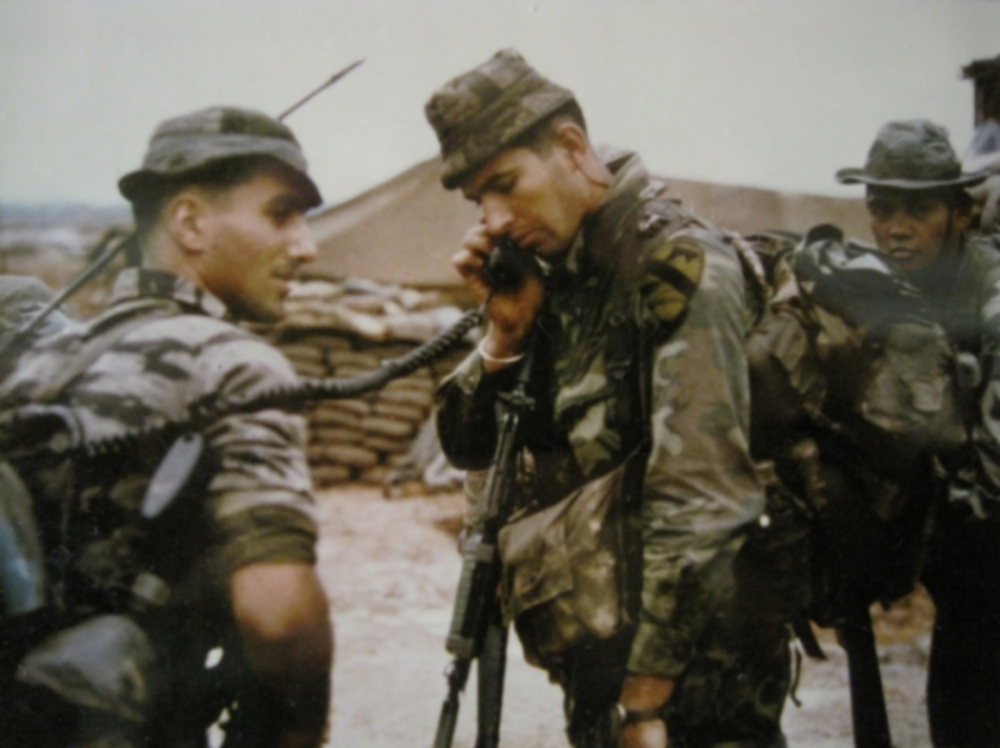
Rangers della 1ª Divisione di Cavalleria si preparano per una ricognizione in Vietnam il 12 febbraio 1968

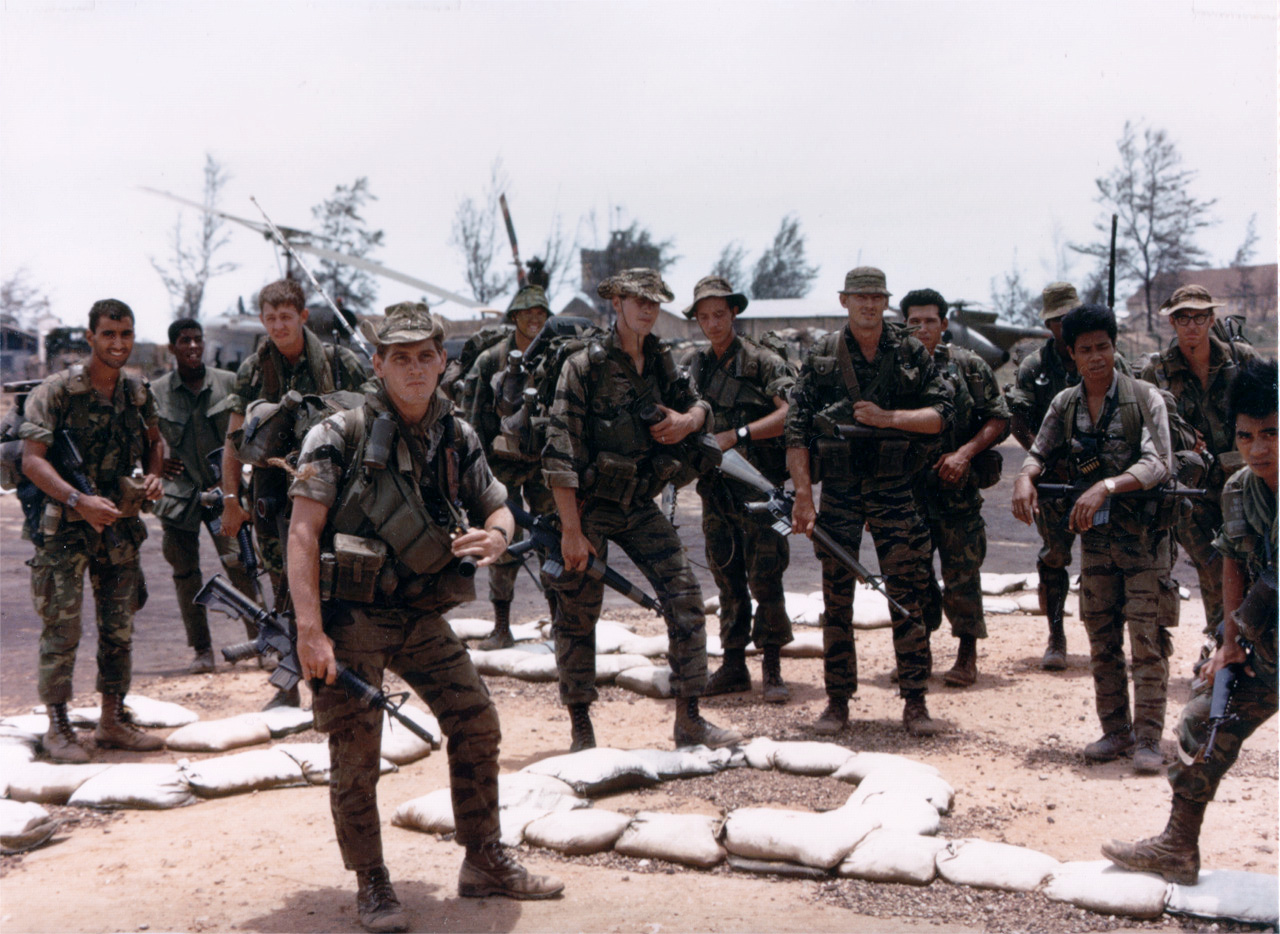
Due squadre della 1ª Divisione di Cavalleria a Quang Tri, Vietnam, 26 luglio 1968

Durante la guerra, le forze americane schierarono reparti a livello compagnia, inquadrati nelle divisioni di fanteria o nelle brigate indipendenti, particolarmente addestrati ad effettuare pattugliamenti e ricognizioni a lungo raggio in modo occulto: erano i reparti denominati LRRP prima, poi LRP e verso la fine della guerra Rangers. Le LRRP (Long Range Reconaissance Patrol) furono utilizzate dalla fine del 1965 al dicembre del 1967, le LRP (Long Range Patrol) dopo il settembre del 1967 fino al febbraio del 1969 e, successivamente, ridenominate compagnie del Ranger Regiment verso la fine della guerra. Il primo periodo iniziò nel dicembre del 1965 con la creazione ed impiego di un distaccamento della 101ª Divisione aviotrasportata chiamato LRRP composto solo da membri scelti. Durante il 1966, vennero create unità LRRP anche nella 173rd Airborne Brigade e nella 25th Infantry Division. Il generale C. Westmoreland, comandante del "Military Assistance Command - Vietnam" (MACV), autorizzò la creazione di provvisorie unità LRRP nelle divisioni schierate in Vietnam l'8 luglio 1966, quindi anche altre divisioni e brigate decisero di inserire unità LRRP tra i loro uomini. Tra di esse vi furono la 4th e la 9th Infantry Division nel novembre 1966, la 196th Light Infantry Brigade nel gennaio 1967 e la 1st Air Cavalry Division nel novembre 1966. Il plotone appartenente alla 9th Infantry Division nacque nell'autunno del 1966 mentre la divisione era ancora di stanza a Fort Riley in Kansas e venne inviato in Vietnam nel gennaio del 1967. Le LRRP della 101ª Aviotrasportata vennero inviate in Vietnam alla fine di novembre nel 1967. Precedentemente, gli uomini erano situati a Fort Campbell, in Kentucky.
Il secondo periodo iniziò nel 1967, a giugno inoltrato, quando il generale C. Wheeler autorizzò la formazione di due compagnie di pattuglie a lungo raggio per la 1st e la 2nd Field Force. La "Compagnia E" del "20th Infantry Regiment" (unità aviotrasportata) venne schierata in campo il 25 settembre 1967 e stazionata a Phan Rang. Fu presente anche la "Compagnia F" (anch'essa pattuglia a lungo raggio) formata da uomini del 51th Infantry Regiment che venne attivata il 15 settembre 1965 e assegnata alla II Field Force a Biên Hòa. Ogni compagnia a disposizione della Field Force era formata da 230 soldati e comandata da un maggiore.
Avendo notato l'efficacia in combattimento delle truppe LRRP quando queste incontravano il nemico ed erano forzate al combattimento speditivo effettuando piccole imboscate durante le loro missioni di pattugliamento, nell'autunno del 1967 l'esercito cambio' indirizzo d'impiego di tali unità, conferendone anche missioni di combattimento e non solo di ricognizione come precedentemente fatto, autorizzando anche una diversa denominazione che teneva conto di tale differenza: le unità LRRP divennero quindi LRP (Long Range Patrol) e furono inquadrate (più per un fatto araldico che organizzativo) nel 50th Infantry Regiment. Per ogni unità LRP divisionale vennero quindi abilitati 118 uomini e per i distaccamenti di brigata 61 soldati. I distaccamenti furono creati dalla 199th Light Infantry Brigade il 10 gennaio 1968, dalla 173rd Airborne il 5 febbraio 1968, e dall'82nd Airborne Division e 5th Mechanized Division nel 15 dicembre 1968.
Il 1º febbraio 1969 fu l'ultimo periodo di esistenza di tali truppe, almeno con quel nome, poiché il "Department of the Army" decise di rinominare le unità LRP e i relativi distaccamenti come appartenenti al "75th Ranger Regiment" a seguito dell'adozione del "Combined Arms Regimental System" (CARS).
Il terzo periodo si chiuse quando le compagnie Ranger (ex-LRP e LRRP) furono completamente disattivate, mano a mano che le loro unità "madre" venivano ritirate dal servizio in Vietnam (le ultime compagnie erano appartenenti alla 82th Airborne Division) a partire dal novembre 1969 fino al 15 agosto 1972, quando venne ritirata la compagnia appartenente alla 1st Air Cavalry Division.

### Dopo il Vietnam

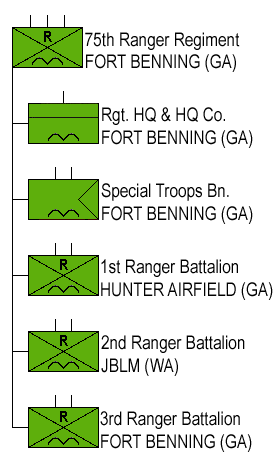
Organizzazione attuale del 75th Reggimento Ranger.

Dopo la fine della Guerra del Vietnam, i comandanti di divisione e di brigata necessitavano di un'unità speciale di fanteria leggera capace di rapido inserimento sul campo. Nel 1974, il generale Creighton Abrams creò il 1º Battaglione Ranger, erede della "C-Company" del 75th Infantry che aveva combattuto la guerra in Vietnam alle dipendenze dirette della 1st. Field Force. Otto mesi dopo venne creato il 2º Battaglione Ranger, erede della Compagnia H del 75th Infantry alle dipendenze della 1ª Cavalry Division durante la precedente guerra del Vietnam, mentre nel 1984 fu riattivato il 3º Battaglione Ranger. I tre battaglioni autonomi vennero riuniti nel 1986, quando il 75th Ranger venne formato ufficialmente ed autorizzato, incorporando il 1º, il 2º ed il 3º battaglione Rangers. Il 4º, 5º e 6º Battaglione Ranger vennero successivamente riattivati quali unità di addestramento alla Ranger School. Queste ultime unità fanno parte del "United States Army Training and Doctrine Command" (TRADOC) e non sono inquadrate nel 75th.
Nel 1980 elementi del primo battaglione parteciparono al fallito tentativo di recuperare personale statunitense tenuto come ostaggio a Tehran, in Iran nell'Operazione Eagle Claw. Nell'Ottobre 1983 il 1º e il 2º Battaglione Ranger vennero impiegati nell'Operazione Urgent Fury a Grenada, conducendo un lancio con paracadute a bassa quota per conquistare l'aeroporto di Port Salines e salvare cittadini statunitensi al True Blue Medical Campus.
Nel 1989 il 75th Ranger Regiment partecipò all'Operazione Just Cause per invadere Panama. L'Operazione principale venne suddivisa in due operazioni, guidate dai Ranger. Si paracadutarono lungo il Tocumen Airfield e l'adiacente Omar Torrijos International Airport e Rio Hato Aerfield, per eliminare le forze panamensi in zona. I Ranger catturarono 1.014 uomini e sequestrarono 18.000 armi di vario genere.
Elementi della Compagnia B ed il primo plotone della Compagnia A del primo battaglione, vennero inviati in Arabia Saudita dal 12 febbraio 1991 al 15 aprile 1991, per l'operazione Desert Storm. Oltre due anni più tardi, nell'agosto 1993, a Mogadiscio in Somalia, i Ranger condussero l'operazione Gothic Serpent con i Delta Force, che catturarono due luogotenenti di Mohammed Farah Addid. Per le 18 ore seguenti i Rangers si scontrarono con forze Somale in quello che divenne il più feroce combattimento dopo la guerra del Vietnam.

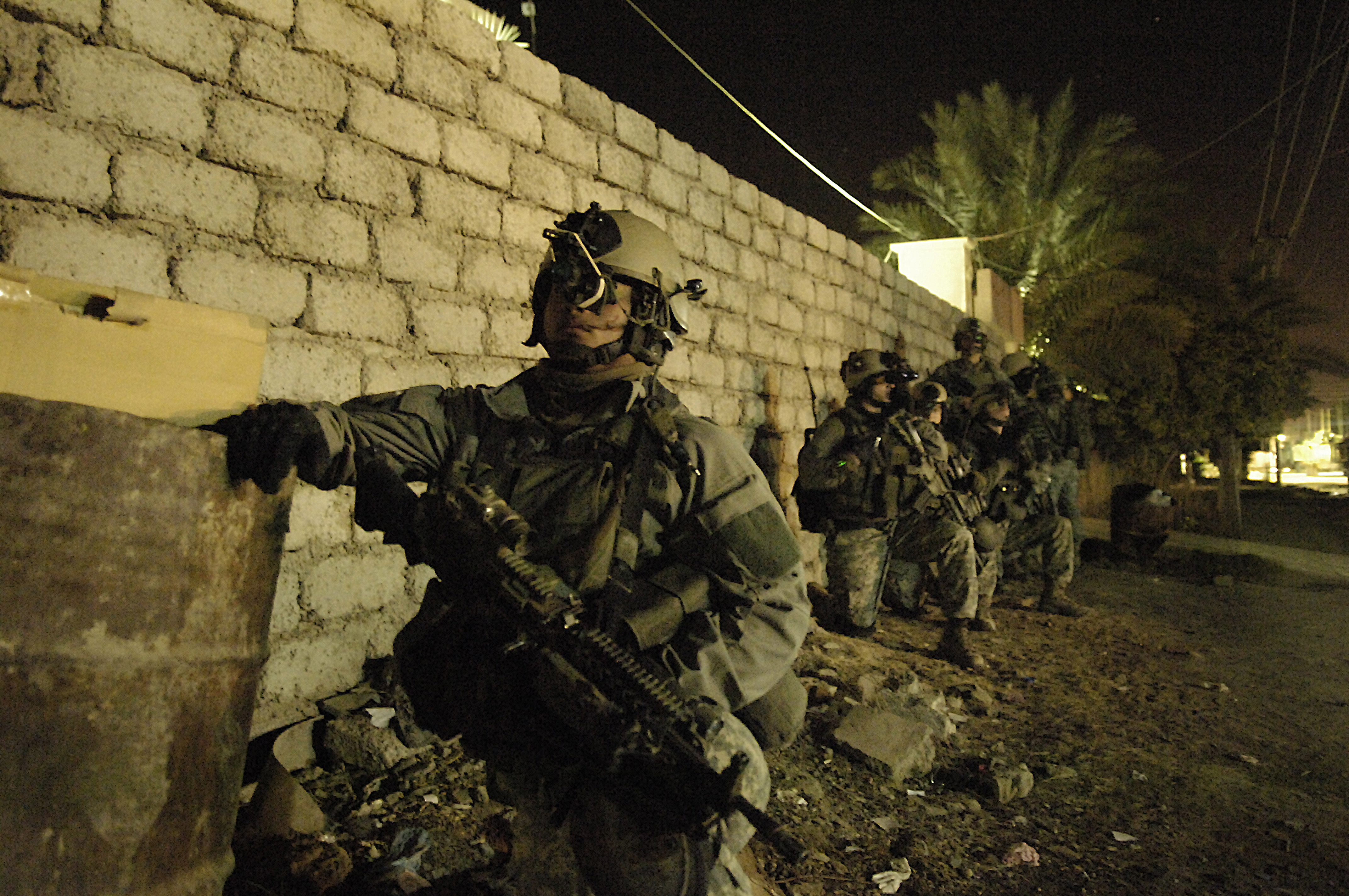
Soldati del 75th Ranger Regiment presidiano un punto di sicurezza in Iraq il 26 aprile 2007.

Il 1º il 2º battaglione e una Compagnia del 3º Battaglione vennero impiegati ad Haiti nel 1994. L'operazione venne cancellata a cinque minuti dall'inizio, poiché un gruppo di negoziatori statunitensi inviati dall'allora presidente Bill Clinton, convinsero il generale Raul Cèdras a scendere dal trono. Elementi del primo e secondo battaglione vennero lasciati in zona per restaurare l'ordine nel paese, dopo l'abbandono del potere da parte del generale stesso.
Il 24 novembre del 2000 forze Rangers furono impiegate dal "Regimental Reconnaissance Detachment" per una missione di controllo in Kossovo e per fornire supporto alla Task Force Falcon.

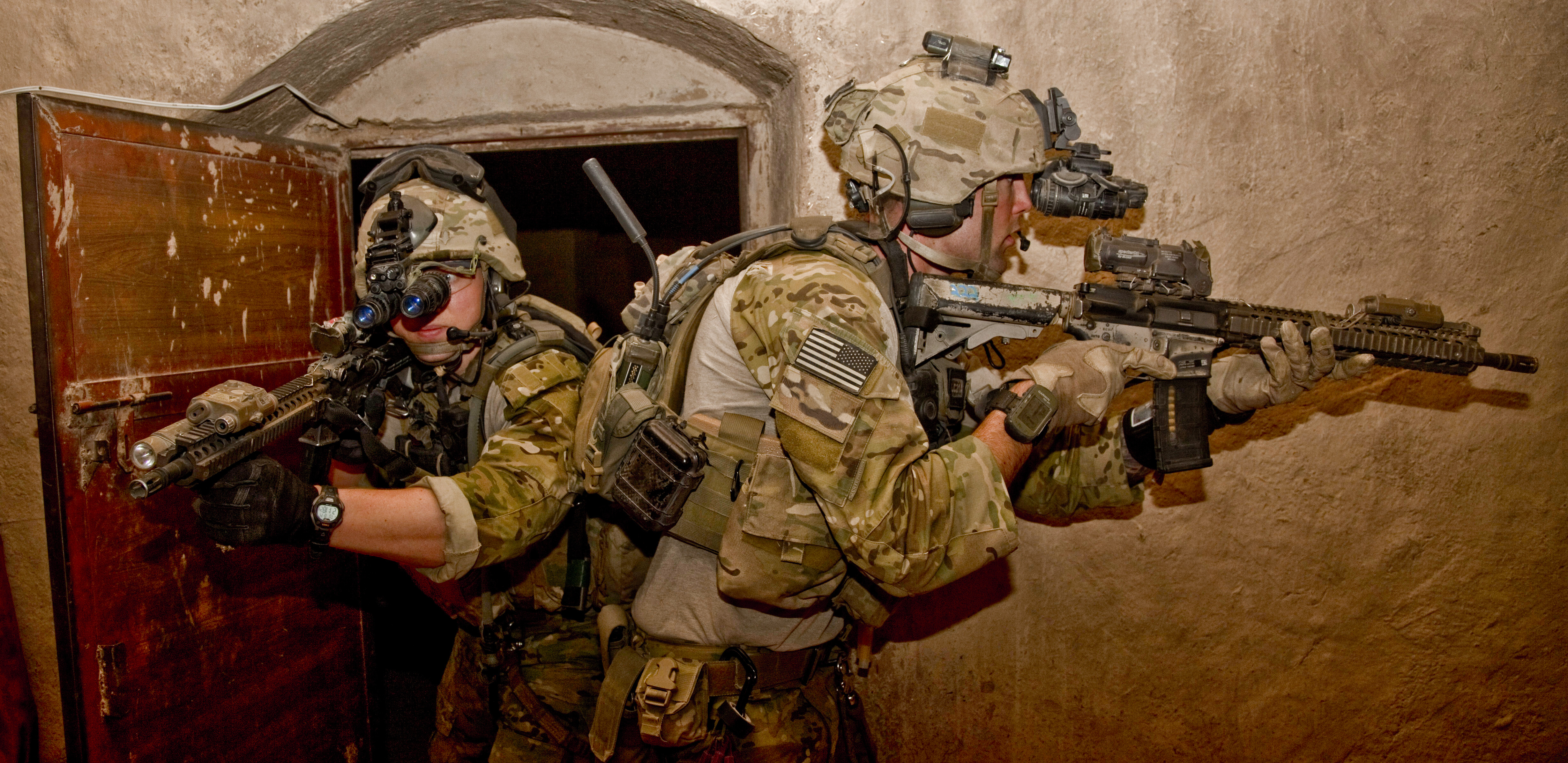
Due Rangers partecipano ad un raid durante l'Operazione a Nahr-e Saraj, in Afghanistan

Dopo l'attacco dell'11 settembre, i Rangers vennero chiamati per partecipare alla guerra contro il terrorismo. Il 19 ottobre 2001 il 3º Battaglione condusse l'operazione per assaltare l'"Obiettivo Rhino" in Afghanistan in supporto dell'operazione Enduring Freedom. Il 28 marzo 2003 le truppe Ranger effettuarono il primo assalto aereo in Iraq, durante l'Operazione Iraqi Freedom.
Cambiando la natura della guerra moderna e per avere un rapido supporto alle già speciali truppe Ranger, venne creato il Regimental Special Troops Battalion, che venne attivato il 17 luglio 2006.

## Onorificenze, motti e credo
Il 75th Ranger Regiment è stato premiato con numerose onorificenze riguardanti il suo intervento durante la seconda guerra mondiale. Nella stessa guerra, parteciparono a 16 campagne, guidando inoltre le campagne in Marocco, Sicilia, Napoli-Foggia e Anzio. Durante la guerra del Vietnam, ricevettero premiazioni per tutte le campagne in cui parteciparono. Il reggimento ricevette premi anche per i conflitti di Grenada e Panama, in cui il suo intervento fu di importanza rilevante. Ad oggi, i Rangers hanno guadagnato sei "Presidential Unit Citation", nove medaglie al valore dell'unità e quattro medaglie di merito: le più recenti risalgono rispettivamente al Vietnam e ad Haditha, in Iraq.
"Sua Sponte", è la traduzione in latino di Di propria iniziativa, che è il motto dei Rangers. Contemporaneamente i Rangers sono triplamente volontari, al riguardo dell'esercito: per l'U.S Army, per la scuola aviotrasportata e per il servizio negli stessi Rangers.
Il motto "Rangers lead the way" risale al 6 giugno 1944, durante lo Sbarco in Normandia nel settore "Dog White", appartenente ad Omaha Beach, quando il generale Norman Cota, trovatisi assieme a molti altri uomini sotto il fuoco delle mitragliatrice domandò ai primi soldati sbarcati: "What outfit is this?" (che unità è questa?) e qualcuno disse "5th Rangers!", e dunque Cota replicò: "Well then Goddammit, Rangers, lead the way!" (Bene maledizione, Rangers, fate strada!).

## Organizzazione
Il 75º Reggimento Ranger, situato a Fort Moore, in Georgia, è composto da 5 Battaglioni ed è la prima unità di fanteria leggera dell'esercito USA.
Alcuni reparti di cui è formato il 75º Reggimento sono geograficamente sparsi.
Sono di stanza in:
- Quartier generale e Compagnia comando, presso Fort Moore (Georgia)
- Special Troops Battalion (STB), presso Fort Moore, Georgia
  - Regimental Reconnaissance Company (RRC) presso Fort Moore (Georgia)
- Military Intelligence Battalion presso Fort Moore (Georgia)
- 1º Battaglione del 75º Reggimento Ranger, presso l'Hunter Airfield in Georgia
- 2º Battaglione del 75º Reggimento Ranger, presso Fort Lewis, Washington
- 3º Battaglione del 75º Reggimento Ranger, presso Fort Moore, Georgia

Ogni battaglione ha 580 Ranger: Tre compagnie di fucilieri e una Compagnia di Comando.
La flessibilità delle Forze Ranger è il requisito per poter operare sotto la struttura di comandi diversi, ad esempio in missioni di supporto. Può collaborare sotto un Corpo, come parte di JSOTF, di ARSOTF, oppure come componente di un JTF (Joint Task Force).

## Addestramento dei moderni Rangers

### Requisiti d'accesso
Fino al 2011, prima di diventare un candidato per entrare nel 75th Ranger Regiment, i futuri Rangers dovevano avere un minimo di anni di servizio presso l'US Army ed essere qualificati per i lanci con paracadute. Dal 2011, anche le reclute possono aspirare a diventare ranger effettivi del 75th Ranger Regiment, purché abbiano già effettuato le iniziali nove settimane di "Basic Combat Training" (BCT o Addestramento di Combattimento Basilare, dove si imparano le elementari tecniche di combattimento), ottenuto la propria specialità MOS frequentando il proprio addestramento individuale avanzato (Advanced Individual Training o AIT) e, infine, l'attestato da parte dell'United States Army Airborne School che si è abilitati ai lanci vincolati con il paracadute. Le reclute destinate alla specialità di fanteria (MOS-11b infantryman) generalmente seguono un iter leggermente diverso, essendo il BCT e l'AIT combinati insieme in modo sequenziale nell'OSUT (One Station Unit Training).
I soldati abilitati al lancio con il paracadute desiderosi di entrare nel 75th, a questo punto, parteciperanno al "Ranger assessment and Selection Programs". I soldati che hanno già superato il grado "E-6" parteciperanno al "RASP-2" mentre gli altri al "RASP-1". Tutti gli ufficiali e sottufficiali che parteciperanno al RASP2 devono essere "Ranger-Qualificati", cioè essere stati abilitati alla Rangers School avendo superato il Ranger Course, corso facoltativo per NCO e ufficiali di ogni specialità ma obbligatorio per NCO e ufficiali destinati al 75th Ranger. Il Ranger Course non è invece richiesto per i futuri Ranger fino al grado E-6, visto che tale corso abilita soprattutto ad essere dei buoni comandanti di piccoli reparti in condizioni di stress mentre si eseguono tecniche avanzate di fanteria. Dopo aver superato la selezione costituita dal RASP1/RASP2, i nuovi Rangers saranno assegnati direttamente ad uno dei tre Battaglione Ranger oppure al "Ranger Special Troops Battalion" (RSTB), dove sono autorizzati ad indossare l'agognato "basco color sabbia" (emblema di questo corpo) e dove seguiranno i corsi e gli addestramenti per conseguire e mantenere l'operatività quale appartenente al 75th Ranger. Prima del gennaio 2010, il RASP veniva chiamato Ranger Indocrination Program per i soldati con grado inferiore ad E-6 e Ranger Orientation Program per NCO (sottufficiali), ufficiali e per soldati comunque con grado superiore ad E-6 destinati a comandare piccole unità.

### Formazione continua

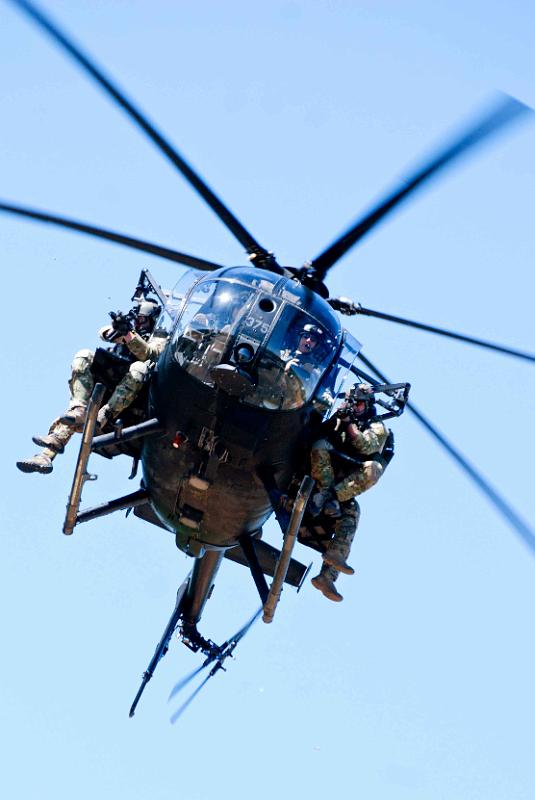
Rangers durante la discensione da un MH-6 Little Bird guidato da piloti del 160th Special Operations Aviation Regiment durante uno stage di dimostrazione.

Durante il primo addestramento i Rangers vengono anche incoraggianti a completare il vero e proprio ciclo di studi, alla Ranger School, per conquistare la "Ranger Tab". Ai Ranger non è permesso fare carriera all'interno del corpo stesso senza che essi si siano brevettati alla Ranger School. Solo dopo essersi brevettati presso l'apposita Scuola si può quindi arrivare ai livelli alti all'interno del reggimento. Se non si possiede tale qualifica, si può comunque fare tranquillamente parte di uno dei battaglioni come semplici soldati.
Durante tutto il loro tempo nel reggimento, i Rangers possono partecipare a molti tipi di scuole speciali ed iter formativi. Alcune di queste scuole includono: corsi di Survival, evasione, Resistenza e fuga (SERE), esplorazione, corsi per diventare istruttore di combattimento, la scuola alpina che insegna i vari tipi di scalata e sopravvivenza in ambienti del genere, combattimento su veicoli; vari metodi di sparo con tutti i tipi di armi in dotazione al reggimento, guida, e procedure d'assalto. I Rangers con posizioni specializzate all'interno del reggimento possono anche partecipare ad altre scuole speciali che incrementano la propria conoscenza ed abilità connesse allo specifico tipo di specializzazione. Esempi possono essere l'addestramento all'utilizzo del supporto di fuoco navale e del supporto aereo, oppure ricevere tramite un corso l'attestato per diventare addetto sanitario ("medic" in inglese) del reggimento, sia sul campo di battaglia che nella scuola d'addestramento.

### RFS/RFM
Essendo un'unità USASOC, i Rangers devono mantenere gli standard rigorosi e di alto livello del proprio personale. Se in un qualsiasi momento un Ranger è ritenuto dai suoi superiori non più in grado di rispettare, o di non riuscire effettivamente a rispettare, questi standard, può essere rimosso dal Reggimento. Questa regola è chiamata RFSed, sigla di "Released For Standards" (Congedato per Regolamento). Un Ranger può essere RFSed praticamente per qualsiasi motivo, che va dalla mancanza di motivazione ai problemi disciplinari. Un Ranger può essere anche psicologicamente non idoneo, oppure può essere ferito in battaglia e non essere più idoneo a rimanere in uno dei Battaglioni. Quindi si parla di RFM, cioè "Relieved For Medical Reasons" (Esonerato per Ragioni Mediche).

## Equipaggiamento
Ciascun battaglione dispone di 12 veicoli speciali per le loro missioni sul campo. I veicoli in questione sono una Land Rover ed un Hummer, modificati e corazzati per le necessità di guerra.
Ogni veicolo citato può trasportare una squadra di cinque o sei uomini; normalmente ciascun mezzo monta un M240 ed un lancia granate MK-19 o un M2, .50 cal MG. Un uomo della squadra presidia con un'arma anticarro all'interno dello stesso veicolo, per garantire una pronta difesa in caso di attacco da parte di altri veicoli o mezzi pesanti e/o corazzati. (RAAWS, AT-4, LAW, o Javelin).
Lo scopo principale del mezzo è di provvedere al trasporto oppure al supporto rapido con una capacità letale e difensiva.
Ciascun battaglione possiede inoltre 10 motociclette 250CC che provvedono alla mobilità durante le azioni sul campo. Utilizzate per tenere sott'occhio rapidamente la zona oppure per inviare un messaggero per riferire dei messaggi importanti impossibili, oppure rischiosi, da inviare elettronicamente.

## Armi
Le armi principalmente utilizzate dai Ranger sono:
- pistola Beretta M9 (denominazione dell'US Army per la Beretta 92FS adottata)
- fucile FN SCAR (nelle versioni L da 5,56 e H da 7,62; in uso dal 2009)
- fucile M110 SASS (che ha sostituito il predecessore M24)
- carabina Colt M4A1 (presente con varie combinazioni dei blocchi SOPMOD)
- mitragliatrice leggera M249 (una versione della FN Minimi)
- mitragliatrice media M240 (denominazione US Army della FN MAG)

Il 75th Ranger Regiment è l'unico reparto dell'US Army ad avere in dotazione il cannone senza rinculo Carl Gustav da 84 mm chiamato M3 Multi-role Anti-armor Anti-tank Weapon System (MAAWS) o Ranger Antitank Weapons System (RAWS).
Inoltre, numerose altre armi possono essere utilizzate specificatamente per determinati incarichi speciali (come armi silenziate, pistole mitragliatrici e fucili di precisione).

## Membri meritevoli
- Stanley A. McChrystal 10th colonnello del reggimento; ex comandante dell'International Security Assistance Force (ISAF) e delle forze americane in Afghanistan (USFOR-A); ex comandante del Joint Special Operations Command (JSOC).
- Generale John P. Abizaid, ex comandante del secondo battaglione Ranger;
- Generale Wayne A. Downing, 3rd colonnello del Reggimento; ex comandante del secondo battaglione Ranger; ex comandante dello Special Operations Command.
- David Barno, nella "hall of fame" delle truppe Rangers, ex comandante del secondo battaglione Ranger.
- Tenente Robert W. Wagner ex comandante di compagnia del secondo battaglione. Successivamente diventò comandante del Army Special Operation Comand.
- Maggiore James T. Jackson, ottavo colonnello del Reggimento. Ex comandante di plotone e comandante di compagnia del 2º Reggimento, diventò generale dell'esercito durante gli eventi dell'11/9.
- Colonnello William O. Darby, al comando "Darby's Ranger" che diventarono in seguito il "75th Ranger Regiment". Membro della Hall of Fame dei Ranger. Colpito mortalmente il 30 aprile 1945, solo due giorni prima della capitolazione tedesca in Italia, ottenne - caso unico per l'esercito degli Stati Uniti durante la seconda guerra mondiale - la promozione postuma a generale di brigata.
- Colonnello James Earl Rudder, ex comandante del 2º Battaglione Ranger durante la seconda guerra mondiale. Guidò anche l'assalto dei Ranger a Point-du-Hoc durante il D-Day.
- Colonnello Michael D. Steele, comandante della compagnia Bravo del 3º Battaglione Ranger; fu comandante di compagnia durante la Battaglia di Mogadiscio.
- Colonnello Robert L. Howard, ex comandante di compagnia del 2º Reggimento, fu nominato 3 volte per la Medal of Honor per le sue azioni in Vietnam. Membro della Hall of Fame.
- Tenente AJ "Bo" Baker, fu il primo comandante durante la riattivazione del 2º Battaglione Ranger, membro della Hall of Fame.
- Sergente Maggiore dell'esercito Glen E. Morrell, ex componente del 1º Reggimento e Sergente Maggiore all'interno dell'esercito.
- Matt Larsen, ex componente del 1º e del 2º Battaglione Ranger, è il padre delle moderne tecniche di combattimento.
- Sergente di prima classe Randy Shoughart, è una Medal of Honor, venne ucciso durante un'azione militare nella Battaglia di Mogadiscio. Servì come tiratore scelto i Delta Force, prima di entrare nel 2º Reggimento Ranger. Membro della Hall of Fame.
- Caporale Pat Tillman, inizialmente giocatore della NFL come giocatore di Football Americano, iniziò la sua carriera nell'esercito nel maggio del 2002; venne ucciso il 22 aprile 2004 mentre era membro del 2º Battaglione Ranger.